# Втеча Наполеона з Москви до Парижа
Втеча Наполеона з Москви до Парижа  — перша російська шахова задача, яку придумав Олександр Петров. Поле «a1»  — позначає Москву, «h8»  — Париж, чорний король  — Наполеон, білі коні  — російська кавалерія, діагональ h1-a8  — річка Березина, при переправі через яку росіяни могли полонити французького імператора (6. Фa8 ×).
|   | a | b | c | d | e | f | g | h |   |
| 8 | d8 чорний кінь · c7 чорний пішак · g7 чорний пішак · e6 чорний пішак · f6 чорна тура · g6 білий слон · a5 чорний кінь · c5 білий пішак · a4 чорний пішак · c4 чорний пішак · d4 білий пішак · f4 чорна тура · g4 чорний пішак · e3 чорний слон · b2 чорний пішак · c2 білий пішак · e2 білий кінь · f2 чорний пішак · h2 білий король · b1 чорний король · f1 білий кінь · h1 білий ферзь | d8 чорний кінь · c7 чорний пішак · g7 чорний пішак · e6 чорний пішак · f6 чорна тура · g6 білий слон · a5 чорний кінь · c5 білий пішак · a4 чорний пішак · c4 чорний пішак · d4 білий пішак · f4 чорна тура · g4 чорний пішак · e3 чорний слон · b2 чорний пішак · c2 білий пішак · e2 білий кінь · f2 чорний пішак · h2 білий король · b1 чорний король · f1 білий кінь · h1 білий ферзь | d8 чорний кінь · c7 чорний пішак · g7 чорний пішак · e6 чорний пішак · f6 чорна тура · g6 білий слон · a5 чорний кінь · c5 білий пішак · a4 чорний пішак · c4 чорний пішак · d4 білий пішак · f4 чорна тура · g4 чорний пішак · e3 чорний слон · b2 чорний пішак · c2 білий пішак · e2 білий кінь · f2 чорний пішак · h2 білий король · b1 чорний король · f1 білий кінь · h1 білий ферзь | d8 чорний кінь · c7 чорний пішак · g7 чорний пішак · e6 чорний пішак · f6 чорна тура · g6 білий слон · a5 чорний кінь · c5 білий пішак · a4 чорний пішак · c4 чорний пішак · d4 білий пішак · f4 чорна тура · g4 чорний пішак · e3 чорний слон · b2 чорний пішак · c2 білий пішак · e2 білий кінь · f2 чорний пішак · h2 білий король · b1 чорний король · f1 білий кінь · h1 білий ферзь | d8 чорний кінь · c7 чорний пішак · g7 чорний пішак · e6 чорний пішак · f6 чорна тура · g6 білий слон · a5 чорний кінь · c5 білий пішак · a4 чорний пішак · c4 чорний пішак · d4 білий пішак · f4 чорна тура · g4 чорний пішак · e3 чорний слон · b2 чорний пішак · c2 білий пішак · e2 білий кінь · f2 чорний пішак · h2 білий король · b1 чорний король · f1 білий кінь · h1 білий ферзь | d8 чорний кінь · c7 чорний пішак · g7 чорний пішак · e6 чорний пішак · f6 чорна тура · g6 білий слон · a5 чорний кінь · c5 білий пішак · a4 чорний пішак · c4 чорний пішак · d4 білий пішак · f4 чорна тура · g4 чорний пішак · e3 чорний слон · b2 чорний пішак · c2 білий пішак · e2 білий кінь · f2 чорний пішак · h2 білий король · b1 чорний король · f1 білий кінь · h1 білий ферзь | d8 чорний кінь · c7 чорний пішак · g7 чорний пішак · e6 чорний пішак · f6 чорна тура · g6 білий слон · a5 чорний кінь · c5 білий пішак · a4 чорний пішак · c4 чорний пішак · d4 білий пішак · f4 чорна тура · g4 чорний пішак · e3 чорний слон · b2 чорний пішак · c2 білий пішак · e2 білий кінь · f2 чорний пішак · h2 білий король · b1 чорний король · f1 білий кінь · h1 білий ферзь | d8 чорний кінь · c7 чорний пішак · g7 чорний пішак · e6 чорний пішак · f6 чорна тура · g6 білий слон · a5 чорний кінь · c5 білий пішак · a4 чорний пішак · c4 чорний пішак · d4 білий пішак · f4 чорна тура · g4 чорний пішак · e3 чорний слон · b2 чорний пішак · c2 білий пішак · e2 білий кінь · f2 чорний пішак · h2 білий король · b1 чорний король · f1 білий кінь · h1 білий ферзь | 8 |
| 7 | d8 чорний кінь · c7 чорний пішак · g7 чорний пішак · e6 чорний пішак · f6 чорна тура · g6 білий слон · a5 чорний кінь · c5 білий пішак · a4 чорний пішак · c4 чорний пішак · d4 білий пішак · f4 чорна тура · g4 чорний пішак · e3 чорний слон · b2 чорний пішак · c2 білий пішак · e2 білий кінь · f2 чорний пішак · h2 білий король · b1 чорний король · f1 білий кінь · h1 білий ферзь | d8 чорний кінь · c7 чорний пішак · g7 чорний пішак · e6 чорний пішак · f6 чорна тура · g6 білий слон · a5 чорний кінь · c5 білий пішак · a4 чорний пішак · c4 чорний пішак · d4 білий пішак · f4 чорна тура · g4 чорний пішак · e3 чорний слон · b2 чорний пішак · c2 білий пішак · e2 білий кінь · f2 чорний пішак · h2 білий король · b1 чорний король · f1 білий кінь · h1 білий ферзь | d8 чорний кінь · c7 чорний пішак · g7 чорний пішак · e6 чорний пішак · f6 чорна тура · g6 білий слон · a5 чорний кінь · c5 білий пішак · a4 чорний пішак · c4 чорний пішак · d4 білий пішак · f4 чорна тура · g4 чорний пішак · e3 чорний слон · b2 чорний пішак · c2 білий пішак · e2 білий кінь · f2 чорний пішак · h2 білий король · b1 чорний король · f1 білий кінь · h1 білий ферзь | d8 чорний кінь · c7 чорний пішак · g7 чорний пішак · e6 чорний пішак · f6 чорна тура · g6 білий слон · a5 чорний кінь · c5 білий пішак · a4 чорний пішак · c4 чорний пішак · d4 білий пішак · f4 чорна тура · g4 чорний пішак · e3 чорний слон · b2 чорний пішак · c2 білий пішак · e2 білий кінь · f2 чорний пішак · h2 білий король · b1 чорний король · f1 білий кінь · h1 білий ферзь | d8 чорний кінь · c7 чорний пішак · g7 чорний пішак · e6 чорний пішак · f6 чорна тура · g6 білий слон · a5 чорний кінь · c5 білий пішак · a4 чорний пішак · c4 чорний пішак · d4 білий пішак · f4 чорна тура · g4 чорний пішак · e3 чорний слон · b2 чорний пішак · c2 білий пішак · e2 білий кінь · f2 чорний пішак · h2 білий король · b1 чорний король · f1 білий кінь · h1 білий ферзь | d8 чорний кінь · c7 чорний пішак · g7 чорний пішак · e6 чорний пішак · f6 чорна тура · g6 білий слон · a5 чорний кінь · c5 білий пішак · a4 чорний пішак · c4 чорний пішак · d4 білий пішак · f4 чорна тура · g4 чорний пішак · e3 чорний слон · b2 чорний пішак · c2 білий пішак · e2 білий кінь · f2 чорний пішак · h2 білий король · b1 чорний король · f1 білий кінь · h1 білий ферзь | d8 чорний кінь · c7 чорний пішак · g7 чорний пішак · e6 чорний пішак · f6 чорна тура · g6 білий слон · a5 чорний кінь · c5 білий пішак · a4 чорний пішак · c4 чорний пішак · d4 білий пішак · f4 чорна тура · g4 чорний пішак · e3 чорний слон · b2 чорний пішак · c2 білий пішак · e2 білий кінь · f2 чорний пішак · h2 білий король · b1 чорний король · f1 білий кінь · h1 білий ферзь | d8 чорний кінь · c7 чорний пішак · g7 чорний пішак · e6 чорний пішак · f6 чорна тура · g6 білий слон · a5 чорний кінь · c5 білий пішак · a4 чорний пішак · c4 чорний пішак · d4 білий пішак · f4 чорна тура · g4 чорний пішак · e3 чорний слон · b2 чорний пішак · c2 білий пішак · e2 білий кінь · f2 чорний пішак · h2 білий король · b1 чорний король · f1 білий кінь · h1 білий ферзь | 7 |
| 6 | d8 чорний кінь · c7 чорний пішак · g7 чорний пішак · e6 чорний пішак · f6 чорна тура · g6 білий слон · a5 чорний кінь · c5 білий пішак · a4 чорний пішак · c4 чорний пішак · d4 білий пішак · f4 чорна тура · g4 чорний пішак · e3 чорний слон · b2 чорний пішак · c2 білий пішак · e2 білий кінь · f2 чорний пішак · h2 білий король · b1 чорний король · f1 білий кінь · h1 білий ферзь | d8 чорний кінь · c7 чорний пішак · g7 чорний пішак · e6 чорний пішак · f6 чорна тура · g6 білий слон · a5 чорний кінь · c5 білий пішак · a4 чорний пішак · c4 чорний пішак · d4 білий пішак · f4 чорна тура · g4 чорний пішак · e3 чорний слон · b2 чорний пішак · c2 білий пішак · e2 білий кінь · f2 чорний пішак · h2 білий король · b1 чорний король · f1 білий кінь · h1 білий ферзь | d8 чорний кінь · c7 чорний пішак · g7 чорний пішак · e6 чорний пішак · f6 чорна тура · g6 білий слон · a5 чорний кінь · c5 білий пішак · a4 чорний пішак · c4 чорний пішак · d4 білий пішак · f4 чорна тура · g4 чорний пішак · e3 чорний слон · b2 чорний пішак · c2 білий пішак · e2 білий кінь · f2 чорний пішак · h2 білий король · b1 чорний король · f1 білий кінь · h1 білий ферзь | d8 чорний кінь · c7 чорний пішак · g7 чорний пішак · e6 чорний пішак · f6 чорна тура · g6 білий слон · a5 чорний кінь · c5 білий пішак · a4 чорний пішак · c4 чорний пішак · d4 білий пішак · f4 чорна тура · g4 чорний пішак · e3 чорний слон · b2 чорний пішак · c2 білий пішак · e2 білий кінь · f2 чорний пішак · h2 білий король · b1 чорний король · f1 білий кінь · h1 білий ферзь | d8 чорний кінь · c7 чорний пішак · g7 чорний пішак · e6 чорний пішак · f6 чорна тура · g6 білий слон · a5 чорний кінь · c5 білий пішак · a4 чорний пішак · c4 чорний пішак · d4 білий пішак · f4 чорна тура · g4 чорний пішак · e3 чорний слон · b2 чорний пішак · c2 білий пішак · e2 білий кінь · f2 чорний пішак · h2 білий король · b1 чорний король · f1 білий кінь · h1 білий ферзь | d8 чорний кінь · c7 чорний пішак · g7 чорний пішак · e6 чорний пішак · f6 чорна тура · g6 білий слон · a5 чорний кінь · c5 білий пішак · a4 чорний пішак · c4 чорний пішак · d4 білий пішак · f4 чорна тура · g4 чорний пішак · e3 чорний слон · b2 чорний пішак · c2 білий пішак · e2 білий кінь · f2 чорний пішак · h2 білий король · b1 чорний король · f1 білий кінь · h1 білий ферзь | d8 чорний кінь · c7 чорний пішак · g7 чорний пішак · e6 чорний пішак · f6 чорна тура · g6 білий слон · a5 чорний кінь · c5 білий пішак · a4 чорний пішак · c4 чорний пішак · d4 білий пішак · f4 чорна тура · g4 чорний пішак · e3 чорний слон · b2 чорний пішак · c2 білий пішак · e2 білий кінь · f2 чорний пішак · h2 білий король · b1 чорний король · f1 білий кінь · h1 білий ферзь | d8 чорний кінь · c7 чорний пішак · g7 чорний пішак · e6 чорний пішак · f6 чорна тура · g6 білий слон · a5 чорний кінь · c5 білий пішак · a4 чорний пішак · c4 чорний пішак · d4 білий пішак · f4 чорна тура · g4 чорний пішак · e3 чорний слон · b2 чорний пішак · c2 білий пішак · e2 білий кінь · f2 чорний пішак · h2 білий король · b1 чорний король · f1 білий кінь · h1 білий ферзь | 6 |
| 5 | d8 чорний кінь · c7 чорний пішак · g7 чорний пішак · e6 чорний пішак · f6 чорна тура · g6 білий слон · a5 чорний кінь · c5 білий пішак · a4 чорний пішак · c4 чорний пішак · d4 білий пішак · f4 чорна тура · g4 чорний пішак · e3 чорний слон · b2 чорний пішак · c2 білий пішак · e2 білий кінь · f2 чорний пішак · h2 білий король · b1 чорний король · f1 білий кінь · h1 білий ферзь | d8 чорний кінь · c7 чорний пішак · g7 чорний пішак · e6 чорний пішак · f6 чорна тура · g6 білий слон · a5 чорний кінь · c5 білий пішак · a4 чорний пішак · c4 чорний пішак · d4 білий пішак · f4 чорна тура · g4 чорний пішак · e3 чорний слон · b2 чорний пішак · c2 білий пішак · e2 білий кінь · f2 чорний пішак · h2 білий король · b1 чорний король · f1 білий кінь · h1 білий ферзь | d8 чорний кінь · c7 чорний пішак · g7 чорний пішак · e6 чорний пішак · f6 чорна тура · g6 білий слон · a5 чорний кінь · c5 білий пішак · a4 чорний пішак · c4 чорний пішак · d4 білий пішак · f4 чорна тура · g4 чорний пішак · e3 чорний слон · b2 чорний пішак · c2 білий пішак · e2 білий кінь · f2 чорний пішак · h2 білий король · b1 чорний король · f1 білий кінь · h1 білий ферзь | d8 чорний кінь · c7 чорний пішак · g7 чорний пішак · e6 чорний пішак · f6 чорна тура · g6 білий слон · a5 чорний кінь · c5 білий пішак · a4 чорний пішак · c4 чорний пішак · d4 білий пішак · f4 чорна тура · g4 чорний пішак · e3 чорний слон · b2 чорний пішак · c2 білий пішак · e2 білий кінь · f2 чорний пішак · h2 білий король · b1 чорний король · f1 білий кінь · h1 білий ферзь | d8 чорний кінь · c7 чорний пішак · g7 чорний пішак · e6 чорний пішак · f6 чорна тура · g6 білий слон · a5 чорний кінь · c5 білий пішак · a4 чорний пішак · c4 чорний пішак · d4 білий пішак · f4 чорна тура · g4 чорний пішак · e3 чорний слон · b2 чорний пішак · c2 білий пішак · e2 білий кінь · f2 чорний пішак · h2 білий король · b1 чорний король · f1 білий кінь · h1 білий ферзь | d8 чорний кінь · c7 чорний пішак · g7 чорний пішак · e6 чорний пішак · f6 чорна тура · g6 білий слон · a5 чорний кінь · c5 білий пішак · a4 чорний пішак · c4 чорний пішак · d4 білий пішак · f4 чорна тура · g4 чорний пішак · e3 чорний слон · b2 чорний пішак · c2 білий пішак · e2 білий кінь · f2 чорний пішак · h2 білий король · b1 чорний король · f1 білий кінь · h1 білий ферзь | d8 чорний кінь · c7 чорний пішак · g7 чорний пішак · e6 чорний пішак · f6 чорна тура · g6 білий слон · a5 чорний кінь · c5 білий пішак · a4 чорний пішак · c4 чорний пішак · d4 білий пішак · f4 чорна тура · g4 чорний пішак · e3 чорний слон · b2 чорний пішак · c2 білий пішак · e2 білий кінь · f2 чорний пішак · h2 білий король · b1 чорний король · f1 білий кінь · h1 білий ферзь | d8 чорний кінь · c7 чорний пішак · g7 чорний пішак · e6 чорний пішак · f6 чорна тура · g6 білий слон · a5 чорний кінь · c5 білий пішак · a4 чорний пішак · c4 чорний пішак · d4 білий пішак · f4 чорна тура · g4 чорний пішак · e3 чорний слон · b2 чорний пішак · c2 білий пішак · e2 білий кінь · f2 чорний пішак · h2 білий король · b1 чорний король · f1 білий кінь · h1 білий ферзь | 5 |
| 4 | d8 чорний кінь · c7 чорний пішак · g7 чорний пішак · e6 чорний пішак · f6 чорна тура · g6 білий слон · a5 чорний кінь · c5 білий пішак · a4 чорний пішак · c4 чорний пішак · d4 білий пішак · f4 чорна тура · g4 чорний пішак · e3 чорний слон · b2 чорний пішак · c2 білий пішак · e2 білий кінь · f2 чорний пішак · h2 білий король · b1 чорний король · f1 білий кінь · h1 білий ферзь | d8 чорний кінь · c7 чорний пішак · g7 чорний пішак · e6 чорний пішак · f6 чорна тура · g6 білий слон · a5 чорний кінь · c5 білий пішак · a4 чорний пішак · c4 чорний пішак · d4 білий пішак · f4 чорна тура · g4 чорний пішак · e3 чорний слон · b2 чорний пішак · c2 білий пішак · e2 білий кінь · f2 чорний пішак · h2 білий король · b1 чорний король · f1 білий кінь · h1 білий ферзь | d8 чорний кінь · c7 чорний пішак · g7 чорний пішак · e6 чорний пішак · f6 чорна тура · g6 білий слон · a5 чорний кінь · c5 білий пішак · a4 чорний пішак · c4 чорний пішак · d4 білий пішак · f4 чорна тура · g4 чорний пішак · e3 чорний слон · b2 чорний пішак · c2 білий пішак · e2 білий кінь · f2 чорний пішак · h2 білий король · b1 чорний король · f1 білий кінь · h1 білий ферзь | d8 чорний кінь · c7 чорний пішак · g7 чорний пішак · e6 чорний пішак · f6 чорна тура · g6 білий слон · a5 чорний кінь · c5 білий пішак · a4 чорний пішак · c4 чорний пішак · d4 білий пішак · f4 чорна тура · g4 чорний пішак · e3 чорний слон · b2 чорний пішак · c2 білий пішак · e2 білий кінь · f2 чорний пішак · h2 білий король · b1 чорний король · f1 білий кінь · h1 білий ферзь | d8 чорний кінь · c7 чорний пішак · g7 чорний пішак · e6 чорний пішак · f6 чорна тура · g6 білий слон · a5 чорний кінь · c5 білий пішак · a4 чорний пішак · c4 чорний пішак · d4 білий пішак · f4 чорна тура · g4 чорний пішак · e3 чорний слон · b2 чорний пішак · c2 білий пішак · e2 білий кінь · f2 чорний пішак · h2 білий король · b1 чорний король · f1 білий кінь · h1 білий ферзь | d8 чорний кінь · c7 чорний пішак · g7 чорний пішак · e6 чорний пішак · f6 чорна тура · g6 білий слон · a5 чорний кінь · c5 білий пішак · a4 чорний пішак · c4 чорний пішак · d4 білий пішак · f4 чорна тура · g4 чорний пішак · e3 чорний слон · b2 чорний пішак · c2 білий пішак · e2 білий кінь · f2 чорний пішак · h2 білий король · b1 чорний король · f1 білий кінь · h1 білий ферзь | d8 чорний кінь · c7 чорний пішак · g7 чорний пішак · e6 чорний пішак · f6 чорна тура · g6 білий слон · a5 чорний кінь · c5 білий пішак · a4 чорний пішак · c4 чорний пішак · d4 білий пішак · f4 чорна тура · g4 чорний пішак · e3 чорний слон · b2 чорний пішак · c2 білий пішак · e2 білий кінь · f2 чорний пішак · h2 білий король · b1 чорний король · f1 білий кінь · h1 білий ферзь | d8 чорний кінь · c7 чорний пішак · g7 чорний пішак · e6 чорний пішак · f6 чорна тура · g6 білий слон · a5 чорний кінь · c5 білий пішак · a4 чорний пішак · c4 чорний пішак · d4 білий пішак · f4 чорна тура · g4 чорний пішак · e3 чорний слон · b2 чорний пішак · c2 білий пішак · e2 білий кінь · f2 чорний пішак · h2 білий король · b1 чорний король · f1 білий кінь · h1 білий ферзь | 4 |
| 3 | d8 чорний кінь · c7 чорний пішак · g7 чорний пішак · e6 чорний пішак · f6 чорна тура · g6 білий слон · a5 чорний кінь · c5 білий пішак · a4 чорний пішак · c4 чорний пішак · d4 білий пішак · f4 чорна тура · g4 чорний пішак · e3 чорний слон · b2 чорний пішак · c2 білий пішак · e2 білий кінь · f2 чорний пішак · h2 білий король · b1 чорний король · f1 білий кінь · h1 білий ферзь | d8 чорний кінь · c7 чорний пішак · g7 чорний пішак · e6 чорний пішак · f6 чорна тура · g6 білий слон · a5 чорний кінь · c5 білий пішак · a4 чорний пішак · c4 чорний пішак · d4 білий пішак · f4 чорна тура · g4 чорний пішак · e3 чорний слон · b2 чорний пішак · c2 білий пішак · e2 білий кінь · f2 чорний пішак · h2 білий король · b1 чорний король · f1 білий кінь · h1 білий ферзь | d8 чорний кінь · c7 чорний пішак · g7 чорний пішак · e6 чорний пішак · f6 чорна тура · g6 білий слон · a5 чорний кінь · c5 білий пішак · a4 чорний пішак · c4 чорний пішак · d4 білий пішак · f4 чорна тура · g4 чорний пішак · e3 чорний слон · b2 чорний пішак · c2 білий пішак · e2 білий кінь · f2 чорний пішак · h2 білий король · b1 чорний король · f1 білий кінь · h1 білий ферзь | d8 чорний кінь · c7 чорний пішак · g7 чорний пішак · e6 чорний пішак · f6 чорна тура · g6 білий слон · a5 чорний кінь · c5 білий пішак · a4 чорний пішак · c4 чорний пішак · d4 білий пішак · f4 чорна тура · g4 чорний пішак · e3 чорний слон · b2 чорний пішак · c2 білий пішак · e2 білий кінь · f2 чорний пішак · h2 білий король · b1 чорний король · f1 білий кінь · h1 білий ферзь | d8 чорний кінь · c7 чорний пішак · g7 чорний пішак · e6 чорний пішак · f6 чорна тура · g6 білий слон · a5 чорний кінь · c5 білий пішак · a4 чорний пішак · c4 чорний пішак · d4 білий пішак · f4 чорна тура · g4 чорний пішак · e3 чорний слон · b2 чорний пішак · c2 білий пішак · e2 білий кінь · f2 чорний пішак · h2 білий король · b1 чорний король · f1 білий кінь · h1 білий ферзь | d8 чорний кінь · c7 чорний пішак · g7 чорний пішак · e6 чорний пішак · f6 чорна тура · g6 білий слон · a5 чорний кінь · c5 білий пішак · a4 чорний пішак · c4 чорний пішак · d4 білий пішак · f4 чорна тура · g4 чорний пішак · e3 чорний слон · b2 чорний пішак · c2 білий пішак · e2 білий кінь · f2 чорний пішак · h2 білий король · b1 чорний король · f1 білий кінь · h1 білий ферзь | d8 чорний кінь · c7 чорний пішак · g7 чорний пішак · e6 чорний пішак · f6 чорна тура · g6 білий слон · a5 чорний кінь · c5 білий пішак · a4 чорний пішак · c4 чорний пішак · d4 білий пішак · f4 чорна тура · g4 чорний пішак · e3 чорний слон · b2 чорний пішак · c2 білий пішак · e2 білий кінь · f2 чорний пішак · h2 білий король · b1 чорний король · f1 білий кінь · h1 білий ферзь | d8 чорний кінь · c7 чорний пішак · g7 чорний пішак · e6 чорний пішак · f6 чорна тура · g6 білий слон · a5 чорний кінь · c5 білий пішак · a4 чорний пішак · c4 чорний пішак · d4 білий пішак · f4 чорна тура · g4 чорний пішак · e3 чорний слон · b2 чорний пішак · c2 білий пішак · e2 білий кінь · f2 чорний пішак · h2 білий король · b1 чорний король · f1 білий кінь · h1 білий ферзь | 3 |
| 2 | d8 чорний кінь · c7 чорний пішак · g7 чорний пішак · e6 чорний пішак · f6 чорна тура · g6 білий слон · a5 чорний кінь · c5 білий пішак · a4 чорний пішак · c4 чорний пішак · d4 білий пішак · f4 чорна тура · g4 чорний пішак · e3 чорний слон · b2 чорний пішак · c2 білий пішак · e2 білий кінь · f2 чорний пішак · h2 білий король · b1 чорний король · f1 білий кінь · h1 білий ферзь | d8 чорний кінь · c7 чорний пішак · g7 чорний пішак · e6 чорний пішак · f6 чорна тура · g6 білий слон · a5 чорний кінь · c5 білий пішак · a4 чорний пішак · c4 чорний пішак · d4 білий пішак · f4 чорна тура · g4 чорний пішак · e3 чорний слон · b2 чорний пішак · c2 білий пішак · e2 білий кінь · f2 чорний пішак · h2 білий король · b1 чорний король · f1 білий кінь · h1 білий ферзь | d8 чорний кінь · c7 чорний пішак · g7 чорний пішак · e6 чорний пішак · f6 чорна тура · g6 білий слон · a5 чорний кінь · c5 білий пішак · a4 чорний пішак · c4 чорний пішак · d4 білий пішак · f4 чорна тура · g4 чорний пішак · e3 чорний слон · b2 чорний пішак · c2 білий пішак · e2 білий кінь · f2 чорний пішак · h2 білий король · b1 чорний король · f1 білий кінь · h1 білий ферзь | d8 чорний кінь · c7 чорний пішак · g7 чорний пішак · e6 чорний пішак · f6 чорна тура · g6 білий слон · a5 чорний кінь · c5 білий пішак · a4 чорний пішак · c4 чорний пішак · d4 білий пішак · f4 чорна тура · g4 чорний пішак · e3 чорний слон · b2 чорний пішак · c2 білий пішак · e2 білий кінь · f2 чорний пішак · h2 білий король · b1 чорний король · f1 білий кінь · h1 білий ферзь | d8 чорний кінь · c7 чорний пішак · g7 чорний пішак · e6 чорний пішак · f6 чорна тура · g6 білий слон · a5 чорний кінь · c5 білий пішак · a4 чорний пішак · c4 чорний пішак · d4 білий пішак · f4 чорна тура · g4 чорний пішак · e3 чорний слон · b2 чорний пішак · c2 білий пішак · e2 білий кінь · f2 чорний пішак · h2 білий король · b1 чорний король · f1 білий кінь · h1 білий ферзь | d8 чорний кінь · c7 чорний пішак · g7 чорний пішак · e6 чорний пішак · f6 чорна тура · g6 білий слон · a5 чорний кінь · c5 білий пішак · a4 чорний пішак · c4 чорний пішак · d4 білий пішак · f4 чорна тура · g4 чорний пішак · e3 чорний слон · b2 чорний пішак · c2 білий пішак · e2 білий кінь · f2 чорний пішак · h2 білий король · b1 чорний король · f1 білий кінь · h1 білий ферзь | d8 чорний кінь · c7 чорний пішак · g7 чорний пішак · e6 чорний пішак · f6 чорна тура · g6 білий слон · a5 чорний кінь · c5 білий пішак · a4 чорний пішак · c4 чорний пішак · d4 білий пішак · f4 чорна тура · g4 чорний пішак · e3 чорний слон · b2 чорний пішак · c2 білий пішак · e2 білий кінь · f2 чорний пішак · h2 білий король · b1 чорний король · f1 білий кінь · h1 білий ферзь | d8 чорний кінь · c7 чорний пішак · g7 чорний пішак · e6 чорний пішак · f6 чорна тура · g6 білий слон · a5 чорний кінь · c5 білий пішак · a4 чорний пішак · c4 чорний пішак · d4 білий пішак · f4 чорна тура · g4 чорний пішак · e3 чорний слон · b2 чорний пішак · c2 білий пішак · e2 білий кінь · f2 чорний пішак · h2 білий король · b1 чорний король · f1 білий кінь · h1 білий ферзь | 2 |
| 1 | d8 чорний кінь · c7 чорний пішак · g7 чорний пішак · e6 чорний пішак · f6 чорна тура · g6 білий слон · a5 чорний кінь · c5 білий пішак · a4 чорний пішак · c4 чорний пішак · d4 білий пішак · f4 чорна тура · g4 чорний пішак · e3 чорний слон · b2 чорний пішак · c2 білий пішак · e2 білий кінь · f2 чорний пішак · h2 білий король · b1 чорний король · f1 білий кінь · h1 білий ферзь | d8 чорний кінь · c7 чорний пішак · g7 чорний пішак · e6 чорний пішак · f6 чорна тура · g6 білий слон · a5 чорний кінь · c5 білий пішак · a4 чорний пішак · c4 чорний пішак · d4 білий пішак · f4 чорна тура · g4 чорний пішак · e3 чорний слон · b2 чорний пішак · c2 білий пішак · e2 білий кінь · f2 чорний пішак · h2 білий король · b1 чорний король · f1 білий кінь · h1 білий ферзь | d8 чорний кінь · c7 чорний пішак · g7 чорний пішак · e6 чорний пішак · f6 чорна тура · g6 білий слон · a5 чорний кінь · c5 білий пішак · a4 чорний пішак · c4 чорний пішак · d4 білий пішак · f4 чорна тура · g4 чорний пішак · e3 чорний слон · b2 чорний пішак · c2 білий пішак · e2 білий кінь · f2 чорний пішак · h2 білий король · b1 чорний король · f1 білий кінь · h1 білий ферзь | d8 чорний кінь · c7 чорний пішак · g7 чорний пішак · e6 чорний пішак · f6 чорна тура · g6 білий слон · a5 чорний кінь · c5 білий пішак · a4 чорний пішак · c4 чорний пішак · d4 білий пішак · f4 чорна тура · g4 чорний пішак · e3 чорний слон · b2 чорний пішак · c2 білий пішак · e2 білий кінь · f2 чорний пішак · h2 білий король · b1 чорний король · f1 білий кінь · h1 білий ферзь | d8 чорний кінь · c7 чорний пішак · g7 чорний пішак · e6 чорний пішак · f6 чорна тура · g6 білий слон · a5 чорний кінь · c5 білий пішак · a4 чорний пішак · c4 чорний пішак · d4 білий пішак · f4 чорна тура · g4 чорний пішак · e3 чорний слон · b2 чорний пішак · c2 білий пішак · e2 білий кінь · f2 чорний пішак · h2 білий король · b1 чорний король · f1 білий кінь · h1 білий ферзь | d8 чорний кінь · c7 чорний пішак · g7 чорний пішак · e6 чорний пішак · f6 чорна тура · g6 білий слон · a5 чорний кінь · c5 білий пішак · a4 чорний пішак · c4 чорний пішак · d4 білий пішак · f4 чорна тура · g4 чорний пішак · e3 чорний слон · b2 чорний пішак · c2 білий пішак · e2 білий кінь · f2 чорний пішак · h2 білий король · b1 чорний король · f1 білий кінь · h1 білий ферзь | d8 чорний кінь · c7 чорний пішак · g7 чорний пішак · e6 чорний пішак · f6 чорна тура · g6 білий слон · a5 чорний кінь · c5 білий пішак · a4 чорний пішак · c4 чорний пішак · d4 білий пішак · f4 чорна тура · g4 чорний пішак · e3 чорний слон · b2 чорний пішак · c2 білий пішак · e2 білий кінь · f2 чорний пішак · h2 білий король · b1 чорний король · f1 білий кінь · h1 білий ферзь | d8 чорний кінь · c7 чорний пішак · g7 чорний пішак · e6 чорний пішак · f6 чорна тура · g6 білий слон · a5 чорний кінь · c5 білий пішак · a4 чорний пішак · c4 чорний пішак · d4 білий пішак · f4 чорна тура · g4 чорний пішак · e3 чорний слон · b2 чорний пішак · c2 білий пішак · e2 білий кінь · f2 чорний пішак · h2 білий король · b1 чорний король · f1 білий кінь · h1 білий ферзь | 1 |
|   | a | b | c | d | e | f | g | h |   |

## Розв'язання
1. Кd2+ Крa2

2. Кc3+ Крa3

3. Кdb1+ Крb4

4. Кa2+ Крb5

5. Кbc3+ Крa6

6. Кb4+ Крa7

7. Кb5+ Крb8

8. Кa6+ Крc8

9. Кa7+ Крd7

10. Кb8+ Крe7

11. Кc8+ Крf8

12. Кd7+ Крg8

13. Кe7+ Крh8

14. Крg2×
Наполеона повалено.